# Fluviatispora
Fluviatispora — рід грибів родини Halosphaeriaceae. Назва вперше опублікована 1994 року.

## Класифікація
До роду Fluviatispora відносять 3 види:
- Fluviatispora boothii
- Fluviatispora reticulata
- Fluviatispora tunicata